# Love Me Do
"Love Me Do" é uma canção dos Beatles escrita por Lennon/McCartney. A canção é principalmente de Paul McCartney que a escreveu entre 1958 e 1959 em sua escola. John Lennon escreveu a meia oitava.
Foi a primeira a ser lançada pelos  Beatles em forma de single, cujo lado B trazia a canção "P.S. I Love You", no dia 5 de outubro de 1962. O single atingiu a posição 17 nas paradas de sucesso do Reino Unido, e quando foi reeditada atingiu o quarto lugar. Nos Estados Unidos, o single atingiu o primeiro lugar em 1964.
Em 2012, a canção tornou-se de domínio público na Europa. Existem atualmente propostas de lei para estender os direitos autorais da música por mais 20 anos.

## Gravações
"Love me do" foi gravada em três diferentes vezes e com três bateristas diferentes:
- A primeira gravação foi feita em 6 de junho de 1962 com Pete Best, como parte da audição feita na Abbey Road Studios e foi lançada no álbum Anthology 1.
- A segunda em 4 de setembro do mesmo ano com Ringo Starr na bateria. O produtor George Martin não aprovou a bateria de Pete Best. Esta versão foi lançada no álbum Past Masters.
- A terceira em 11 de setembro com Andy White na bateria e Ringo tocando pandeiro foi lançada no álbum Please Please Me e 1.

A primeira edição do single, entretanto, trazia a versão de Ringo Starr. para a reedição do single em feita em 1976 e a edição comemorativa de 20 anos de lançamento em 1982 foi usada a versão de Andy White. A versão de Pete Best ficou inédita até 1995, quando foi incluída no álbum Anthology 1.
"Love Me Do", com Ringo na bateria, também foi regravada oito vezes durante os programas de rádio da BBC (Here We Go, Talent Spot, Saturday Club, Side By Side, Pop Go The Beatles e Easy Beat) entre outubro de 1962 e outubro de 1963. A versão que foi gravada no dia 10 de julho de 1963 e foi ao ar dia 23 de julho no programa Pop Go The Beatles pode ser ouvida no álbum Live at the BBC. Os Beatles ainda a tocaram ao vivo no programa de rádio no dia 20 de fevereiro de 1963, chamado Parade of the Pops, também da BBC.
Em 1969, durante a gravação do álbum Let It Be, os Beatles tocaram uma versão mais lenta da canção. Esta versão está presente em álbuns bootlegs.

## História
No dia 4 de setembro de 1962, Brian Epstein levou os Beatles de Liverpool para Londres. Eles foram aos estúdios da Abbey Road e começaram a ensaiar "Please Please Me", "Love Me Do" e a canção escrita por Adam Faith e Mitch Murray chamada "How Do You Do It?" que o produtor George Martin pensava em fazê-la o primeiro single deles. Para George Martin, os Beatles tinha qualidades individuais e o impressionaram pela personalidade mas ainda não tinham escrito nada grande naquele tempo. Naquela sessão, os Beatles gravaram "How Do You Do It" e "Love Me Do". "Please Please Me" foi deixada de lado por Martin, o que desapontou o grupo que tinham esperança de lançá-la como lado B de "Love Me Do".
George Martin fez uma escolha histórica ao escolher "Love Me Do" ao invés de "How Do You Do It?" como primeiro single dos Beatles. Foi nesta mesma sessão que segundo Paul McCartney, Martin sugeriu que os Beatles usassem uma gaita, substituindo uma guitarra. Entretanto, Martin disse diferente: "Eu escolhi 'Love Me Do' por causa do som de gaita". Que ele teria ouvido então acontecido na audição do dia 6 de junho com Pete Best. John Lennon aprendeu a tocar gaita com seu tio George (marido de Tia Mimi) dada a ela quando ainda era criança. Mas o instrumento usado por ele na época tinha sido roubada pelo próprio Lennon em uma loja de instrumentos musicais em Arnhem, Países baixos, em 1960, durante seu caminho a Hamburgo. A gaita tornou-se um importante elemento nos primeiros sons dos Beatles mas não a usavam em shows ao vivo. Os créditos pelo seu uso foram para George Martin em músicas como "Love Me Do", "Please Please Me" e "From Me to You".
Como George Martin não gostou da gravação de Ringo Starr, no dia 11 de setembro agendou uma regravação com o baterista de estúdio Andy White. A canção então foi regravada com White na bateria e Ringo no tamborino.

## Créditos
No single americano, no album Please Please Me e nas compilações The Beatles 1962–1966 (Álbum Vermelho) e 1
- John Lennon: vocal, harmônica
- Paul McCartney: vocal, baixo
- George Harrison: violão
- Ringo Starr: pandeirola
- Andy White: bateria

No single britânico e nos álbuns Rarities e Past Masters
- John Lennon: vocal, harmônica
- Paul McCartney: vocal, baixo
- George Harrison: violão
- Ringo Starr: bateria

No Anthology 1
- John Lennon: vocal, harmônica
- Paul McCartney: vocal, baixo
- George Harrison: violão
- Pete Best: bateria

## Outras versões
"Love Me Do" foi regravada por outros artistas entre eles: Sandie Shaw em 1969, Ringo Starr no álbum solo de 1998 Vertical Man, Emmerson Nogueira em 2004 e David Bowie cantou-a na tournê de Ziggy Stardust. Em  1965, o cantor e compositor Renato Barros fez a versão em português "Sou Tão Feliz", lançado no mesmo ano pelo grupo Renato e Seus Blue Caps no álbum Isto É Renato e Seus Blue Caps.